# Lobostemon grandiflorus
Lobostemon grandiflorus là loài thực vật có hoa trong họ Mồ hôi. Loài này được Levyns mô tả khoa học đầu tiên năm 1934.